# Seminarievej (Ribe)
Seminarievej er en vej i Ribe, der løber fra Saltgade og hele vejen nord om byen mod øst, hvor den stopper ved mødet med Tangevej efter et knæk mod syd.
Den krydser jernbanen og fra dette stykke og til den stopper, løber den parallelt med Tangevej. Imellem disse to gennemgående gader, løber en del gader på kryds og tværs.
Gaden har sit navn efter Ribe Statsseminarium, hvor gaden også stoppede i mange år.
På stykket fra Saltgade og til jernbanen, er der sket rigtig mange ændringer gennem årene. Dette stykke er den dag i dag præget af butikker med handel.
Her har man kunnet finde byens brandstation, Danielsens Tømmerhandel og ikke mindst et svineslagteri.
Lige efter Seminariethuset, er det især Ansgar Skolen, man bemærker.
I 1950'erne voksede byen især langs Seminarievej, Ribe Boligforening stod bag mange af de nyopførte boliger.

## Fra Ribe Statsseminarium til Seminariehuset, Seminarievej 13B
Ribe Statsseminarium blev grundlagt i 1899 og fik ejne bygninger på Seminarievej i 1912. Det var siden igennem mange udvidelser, inden det lukkede i 2009 og flyttede til Esbjerg. Mange af bygninger ligger langs Simon Hansens vej, men betragtes som en del af seminariebygningerne.
Esbjerg Kommune har brugt millioner på at vedligeholde de gamle bygninger, nyt tag, beklædning af bygningerne og meget andet.[kilde mangler] Tanken er at huset skal fungere som et slags multihus for ripenserne.
Riberhus Privatskole havde til huse her fra 2008 til 2018.
Ribe Folkebibliotek er i dag at finde her. Ribe Byhistoriske Arkiv har ligeledes hjemme her i kælderen under biblioteket. Byens ungdomsskole har lokaler i bygningerne.
Enkelte af byens foreninger har lokaler her, men størstedelen af lokalerne står primo 2021 stadigvæk tomme efter privatskolens fraflytning.

## Fra remise og til Ribe Bryghus, Seminarievej 16B
Lige efter jernbanen ligger den gamle remise. 
På Seminarievej 16B ligger mikrobryggeriet Ribe Bryghus, der blev grundlagt i 2005.

## Eksterne links
- Artikel om ændringen af bygningernes navn
- Om Privatskolens flytning

55°19′50″N 8°46′32″Ø / 55.3306°N 8.77566°Ø